# Orwellion lineatum
Orwellion lineatum är en skalbaggsart som beskrevs av Skiles 1985. Orwellion lineatum ingår i släktet Orwellion och familjen långhorningar.
Artens utbredningsområde är Honduras. Inga underarter finns listade i Catalogue of Life.